# کشیشتف کیرشنوفسکی
کشیشتف کیرشنوفسکی (لهستانی: Krzysztof Kiersznowski؛  ‏ تلفظ نام‌کوچک لهستانی: [ˈkʂɨʂtɔf]؛ ‏ زادهٔ ۲۶ نوامبر ۱۹۵۰ - ۲۴ اکتبر ۲۰۲۱) بازیگر اهل لهستان بود.
از فیلم‌ها یا برنامه‌های تلویزیونی که وی در آن نقش داشته‌است، می‌توان به کیلر، این دختران من، وابانک، سارا، لالایی، اعتصاب، قوانین نانوشته، همبستگی، همبستگی...، اجاره‌نشین‌ها، حوزه استحفاظی ۱۳، کارآگاهان جنایی، جهان به روایت خانواده کیپسکی، تب و فرشته نیرومند اشاره کرد.